# Martin Henriksson
Martin Henriksson (Svezia, 30 ottobre 1974) è un chitarrista e bassista svedese.

## Biografia
È uno dei membri fondatori della band death metal svedese Dark Tranquillity. All'epoca della formazione della band nel 1989 suonava il basso, dopo l'abbandono del chitarrista Fredrik Johansson, nel 1999 è passato alla chitarra. Michael Nicklasson il chitarrista dei Luciferion, è stato reclutato per sostituirlo al basso. Le principali chitarre di Martin sul palco sono una Gibson Explorer e una Gibson Les Paul Studio Light. In precedenza egli usava un rack Rocktron Prophesy, ma dopo il tour Damage Done egli e Niklas Sundin incominciarono ad usare amplificatori Dual Rectifier Peavey 5150 e Mesa/Boogie insieme al processore V-AMP 2 PRO della Behringer.